# Samobor
Samobor  er en by i storbyområdet og distriktet Zagreb i det nordlige Kroatien.

## Geografi
Samobor ligger vest for Zagreb, mellem de østlige skråninger af Samobor-bakkerne (kroatisk: Samoborsko gorje), den østlige del af Žumberak-bjergene, i Sava floddalen. Det er en del af den historiske region Centralkroatien.

## Historie
Samobor har eksisteret som en fri kongeby (en) siden 1242, ifølge et gavedokument fra kong Béla 4..
Siden Karlowitztraktaten i 1699 var Szamobor en del af Habsburg-monarkiet, (Transleithanien efter kompromiset fra 1867), og kort efter i Kongeriget Kroatien-Slavonien, skabt da Kongeriget Slavonien og Kongeriget Kroatien blev slået sammen i 1868. I slutningen af det 19. og begyndelsen af det 20. århundrede var Samobor en distriktshovedstad i det tidligere Zagreb distrikt i Kongeriget Kroatien-Slavonien.